# Gujiao
Gujiao är en stad på häradsnivå som lyder under provinshuvudstaden Taiyuans stad på prefekturnivå i Shanxi-provinsen i norra Kina. Den ligger omkring 40 kilometer väster om centrala Taiyuan.